# Silvester Belt

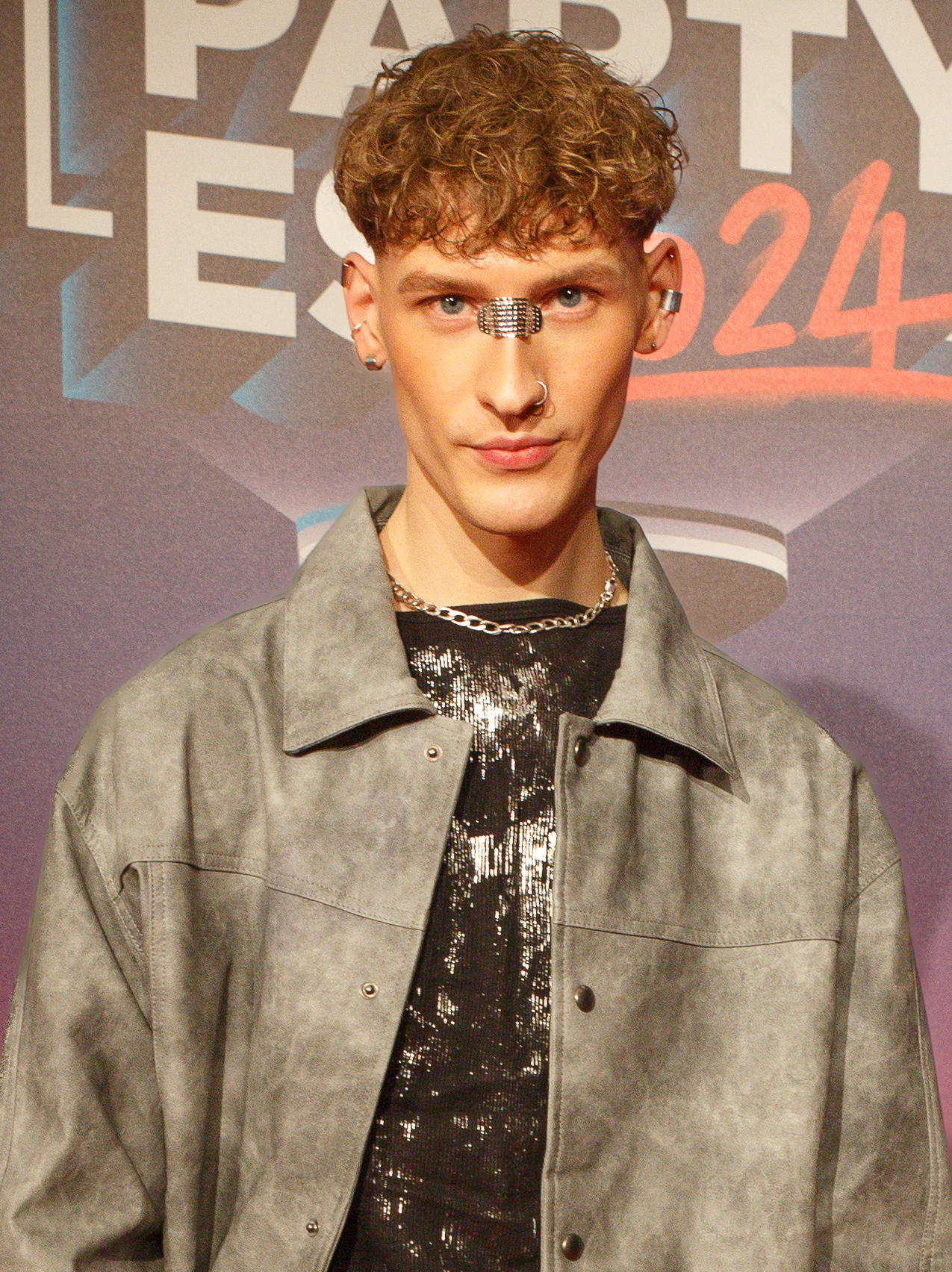
Silvester Belt (2024)

Silvester Belt (bürgerlicher Name Silvestras Beltė; * 26. November 1997 in Kaunas) ist ein litauischer Sänger und Songschreiber. Er vertrat Litauen beim Eurovision Song Contest 2024 mit dem Lied Luktelk.

## Leben
Nach dem Atžalyno-Progymnasium der Vytauto Didžiojo universitetas in Dainava und einem Gymnasium in Kaunas absolvierte Silvestras Beltė ein Bachelorstudium an der University of Westminster in London mit einem Diplom in kommerzieller Musikperformance. Er emigrierte wegen seiner sexuellen Orientierung ins Vereinigte Königreich. Nach seinem Abschluss kehrte er nach Litauen zurück, um an neuem Electronic-/Pop-Material zu arbeiten.
2017 nahm Beltė an der litauischen Reality-Wettbewerbsshow Aš - superhitas („Ich bin ein Superhit“) teil und gewann sie später. Nach seinem Sieg zog er von seiner Heimatstadt nach Vilnius, zur litauischen Hauptstadt, wo er später seine Debütsingle Noise veröffentlichte. Kurz nach seinem Sieg arbeitete er hinter den Kulissen der Fernsehshow 2 Barai, dem litauischen Pendant des Reality-Wettbewerbs The Bar. Im folgenden Jahr nahm er an der sechsten Staffel von X Faktorius, der litauischen Version von The X Factor, teil, wo er in der vierten Woche ausschied.
Am 19. Dezember 2023 wurde bekannt gegeben, dass Beltė mit dem Lied Luktelk an der Eurovizija.LT, der nationalen Auswahl Litauens für den Eurovision Song Contest 2024, teilnehmen würde. Diesen Wettbewerb gewann er und erhielt damit das Recht, das Land beim Wettbewerb zu vertreten. Im ersten Halbfinale wurde er weitergewählt und qualifizierte sich damit für das Finale, wo er den 14. Platz belegte.

## Diskografie

### Singles
- 2010: Pi-Pa-Po
- 2017: Noise
- 2017: Tave radau
- 2020: Enough 4 U
- 2022: Ar dar matai
- 2023: Vidury naktų
- 2024: Luktelk (LT: Gold)[4]
- 2024: Tyliai Tyliai
- 2025: Naktį saulėje

### Als Gastmusiker
- 2018: My Drug (Romen Jewels feat. Silvester Belt)
- 2022: Drugiai (Jessica Shy feat. Silvester Belt)